# جائزة ألمانيا الكبرى للدراجات النارية 1977
جائزة ألمانيا الكبرى للدراجات النارية 1977 هو سباق دراجات نارية أقيم بتاريخ 8 مايو 1977 في حلبة هوكنهايم. كان الجولة الثالثة من أصل 13 في سباق الجائزة الكبرى للدراجات النارية موسم 1977. فاز البريطاني باري شين بفئة 500 سي سي بينما جاء الأمريكي بات هنن في المركز الثاني وحصل على المركز الثالث الأمريكي ستيف بيكر.

## وصلات خارجية
- الموقع الرسمي